# Jacques François Robert Aguy
Jacques François Robert Aguy (Boulogne sur Mer, 1772 - Saint-Cloud, 1850) est un militaire de la Révolution française puis du Premier Empire. Il fit une longue carrière qui l'amena au grade de chef d'escadron (commandant). Au cours de celle ci, il participa à la majorité des campagnes militaires napoléoniennes. Il quitta définitivement l'armée à la seconde Restauration. Il fut distingué officier de la Légion d'honneur.

## Vie civile
Jacques François Robert Aguy nait à Boulogne sur Mer, paroisse Saint-Nicolas, en la basse-ville, le 1er mai 1772. Il est le fils de Jean, maître menuisier et de Marie Adrienne Rémoulu. Il eut plusieurs frères et sœurs mais la majorité mourut en bas âge.
Il exerçait le métier d'ouvrier vitrier lorsqu'il s'engagea au 3e régiment de Dragons Bourbon le 1er avril 1791 à l'âge de 18 ans 11 mois. Selon certains documents de son dossier de Légion d'honneur, il semble qu'il utilisait son deuxième prénom comme prénom usuel.
Il se marie à Chantilly (Oise) le 11 mars 1816. Il est dit, dans cet acte, chef d'escadron, capitaine du régiment de dragons de l'ex garde (Garde impériale), officier de la Légion d'honneur, chevalier du Lys (décoration du Lys) en non activité à Chantilly. Son père est décédé, sa mère absente mais consentante par acte notarié présenté par un officier à la retraite également membre de la Légion d'honneur. Il épouse Marie Rosalie Moreau, propriétaire, âgée de 44 ans, fille d'un marchand de bois décédé de même que son épouse, divorcée d'un précédent mariage, le 28 germinal an VIII (18 avril 1800). Le marié dispose d'une autorisation de mariage délivrée par le ministre d'État, secrétaire de la Guerre (Henri-Jacques-Guillaume Clarke, duc de Feltre) et signé par « son Excellence le Duc de Feltre ». Les témoins du marié sont un capitaine en retraite membre de la Légion d'honneur et un maître de la porte aux chevaux, inspecteur honoraire des chasses du prince de Condé (Louis V Joseph de Bourbon-Condé), les témoins de la mariée sont un épicier et un clerc de notaire, tous quatre domiciliés à Chantilly .
Il meurt à Saint-Cloud le 16 mars 1850. Dans son acte de décès, il est dit chef d'escadron en retraite, officier de la Légion d'honneur et chevalier de l'ordre royal et militaire de Saint- Louis. Il est veuf. Les déclarants du décès sont un capitaine en retraite officier de la Légion d'honneur et un maréchal des logis en retraite, chevalier de la Légion d'honneur.

## Carrière militaire
Jacques François Robert Aguy entre au 3e régiment de dragons le 1er avril 1791.
Il sert dans l'armée du Nord en 1792-1793. Il est sous les ordres de Dumouriez lorsque celui ci émigre en 1793. Il s'évade, rentre en France, passe en conseil de guerre comme déserteur et ressort acquitté.
De l'an III à l'an V (1794- 1796), Aguy se retrouve dans l'armée de Sambre-et-Meuse.
Il fait la campagne d'Italie de 1796-1797 ainsi que la campagne d'Italie de 1799-1800, et encore la campagne d'Égypte en 1798-1801.
Il rentre en France avec le grade de sous-lieutenant, après avoir franchi un à un tous les grades inférieurs (brigadier, maréchal des logis, maréchal des logis-chef).
Entre 1801 et 1806, Aguy est affecté à l'armée des côtes de l'Océan puis il participe à la campagne d'Autriche.
Il est retrouvé ensuite dans la campagne de Prusse en 1806 puis dans la campagne de Pologne en 1807. Il en ressort capitaine.
Il est alors affecté en tant que lieutenant en 1er aux Dragons de la Garde impériale.
Aguy participe à la campagne d'Espagne en 1810-1812 (guerre d'indépendance espagnole) où il exerce la fonction d'officier payeur.
Il effectue la campagne de Russie où il se distingue et reçoit le grade de commandant.
En 1813 Aguy effectue la campagne de Saxe et retrouve la Garde impériale en tant que capitaine.
Il est mis en non-activité en décembre 1814, rentre à Boulogne mais reprend du service pendant les Cent Jours. Il participe à la bataille de Waterloo,.
Aguy quitte définitivement l'armée à la seconde Restauration.
Le 21 mars 1821, une ordonnance de Louis XVIII lui accorde une pension de retraite. Il porte à ce moment le grade de chef d'escadron et bénéficie d'une pension de retraite au motif d'ancienneté, après une carrière militaire de 50 ans, 5 mois et 11 jours.
Au cours de sa carrière militaire, Aguy cumula quatre blessures reçues au combat : coup de sabre à la tête et au poignet droit en Italie, blessé en Égypte, blessé d'un coup de feu à la jambe gauche à la bataille de Friedland en 1807 et encore blessé à Château-Thierry en 1814.

## Honneurs
Jacques François Robert Aguy est nommé chevalier de la Légion d'honneur en novembre 1804 puis officier de l'ordre royal de la Légion d'honneur à compter du 3 avril 1814, brevet signé le 7 juin 1821 après un brevet provisoire en date du 3 avril 1819.